# Flers Agglo
Die Flers Agglo ist ein französischer Gemeindeverband mit der Rechtsform einer Communauté d’agglomération im Département Orne in der Region Normandie. Sie wurde am 20. Dezember 2012 gegründet und umfasst 42 Gemeinden. Der Verwaltungssitz befindet sich im Ort Flers.

## Historische Entwicklung
Der ursprüngliche Gemeindeverband wurde im Jahr 1993 unter dem Namen Communauté des villes du Pays de Flers mit 14 Mitgliedsgemeinden gegründet. Im Jahr 2000 wurde er in die Rechtsform einer Communauté d’agglomération erhoben und erhielt den Namen Communauté d’agglomération du Pays de Flers. 2013 fusionierte der Gemeindeverband mit der Communauté de communes de la Haute Varenne et du Houlme und wurde unter Beibehaltung seines bisherigen Namens neu gegründet. Im Jahr 2016 erfolgte die Änderung des Namens auf die aktuelle Bezeichnung Flers Agglo.
Mit Wirkung vom 1. Januar 2017 erfolgte eine Fusion mit dem Gemeindeverband Communauté de communes du Bocage d’Athis-de-l’Orne, die Übernahme einzelner Gemeinden der Communauté de communes du Pays de Briouze und der Communauté de communes du Pays Fertois, sowie die Integration der Commune nouvelle La Ferté-Macé.

## Mitgliedsgemeinden
| Gemeinde                      | Einwohner 1. Januar 2022 | Fläche km² | Dichte Einw./km² | Code INSEE | Postleitzahl |
| ----------------------------- | ------------------------ | ---------- | ---------------- | ---------- | ------------ |
| Athis-Val de Rouvre           | 4.208                    | 76,74      | 55               | 61007      | 61100        |
| Aubusson                      | 396                      | 3,9        | 102              | 61011      | 61100        |
| Banvou                        | 630                      | 12,98      | 49               | 61024      | 61450        |
| Bellou-en-Houlme              | 1.031                    | 38,73      | 27               | 61040      | 61220        |
| Berjou                        | 427                      | 8,82       | 48               | 61044      | 61430        |
| Briouze                       | 1.511                    | 17,15      | 88               | 61063      | 61220        |
| Cahan                         | 162                      | 5,87       | 28               | 61069      | 61430        |
| Caligny                       | 845                      | 14,97      | 56               | 61070      | 61100        |
| Cerisy-Belle-Étoile           | 706                      | 13,4       | 53               | 61078      | 61100        |
| Dompierre                     | 384                      | 8,56       | 45               | 61146      | 61700        |
| Durcet                        | 289                      | 9,54       | 30               | 61148      | 61100        |
| Échalou                       | 328                      | 5,59       | 59               | 61149      | 61440        |
| Flers                         | 14.308                   | 21,15      | 677              | 61169      | 61100        |
| La Bazoque                    | 272                      | 2,59       | 105              | 61030      | 61100        |
| La Chapelle-au-Moine          | 587                      | 5,32       | 110              | 61094      | 61100        |
| La Chapelle-Biche             | 532                      | 6,25       | 85               | 61095      | 61100        |
| La Coulonche                  | 498                      | 14,32      | 35               | 61124      | 61220        |
| La Ferrière-aux-Étangs        | 1.531                    | 10,93      | 140              | 61163      | 61450        |
| La Ferté Macé                 | 5.095                    | 31,86      | 160              | 61168      | 61600        |
| La Lande-Patry                | 1.752                    | 6,6        | 265              | 61218      | 61100        |
| La Lande-Saint-Siméon         | 163                      | 5,33       | 31               | 61219      | 61100        |
| La Selle-la-Forge             | 1.396                    | 8,32       | 168              | 61466      | 61100        |
| Landigou                      | 432                      | 5,36       | 81               | 61221      | 61100        |
| Landisacq                     | 772                      | 10,91      | 71               | 61222      | 61100        |
| Le Châtellier                 | 402                      | 8,18       | 49               | 61102      | 61450        |
| Le Grais                      | 206                      | 12,21      | 17               | 61195      | 61600        |
| Le Ménil-de-Briouze           | 529                      | 21,39      | 25               | 61260      | 61220        |
| Les Monts d’Andaine           | 1.727                    | 38,08      | 45               | 61463      | 61600        |
| Lonlay-le-Tesson              | 229                      | 12,37      | 19               | 61233      | 61600        |
| Ménil-Hubert-sur-Orne         | 487                      | 10,68      | 46               | 61269      | 61430        |
| Messei                        | 1.819                    | 13,21      | 138              | 61278      | 61440        |
| Montilly-sur-Noireau          | 719                      | 11,03      | 65               | 61287      | 61100        |
| Pointel                       | 305                      | 7,52       | 41               | 61332      | 61220        |
| Saint-André-de-Messei         | 522                      | 14,99      | 35               | 61362      | 61440        |
| Saint-Clair-de-Halouze        | 821                      | 11,81      | 70               | 61376      | 61490        |
| Saint-Georges-des-Groseillers | 3.169                    | 7,06       | 449              | 61391      | 61100        |
| Saint-Paul                    | 652                      | 7,96       | 82               | 61443      | 61100        |
| Saint-Philbert-sur-Orne       | 112                      | 5,97       | 19               | 61444      | 61430        |
| Saint-Pierre-du-Regard        | 1.335                    | 9,3        | 144              | 61447      | 61790        |
| Sainte-Honorine-la-Chardonne  | 681                      | 14,4       | 47               | 61407      | 61430        |
| Sainte-Opportune              | 243                      | 8,46       | 29               | 61436      | 61100        |
| Saires-la-Verrerie            | 296                      | 7,88       | 38               | 61459      | 61220        |
| Flers Agglo                   | 52.509                   | 567,69     | 92               | –          | –            |